# Sermizelles
Sermizelles je francouzská obec v departementu Yonne v regionu Burgundsko-Franche-Comté. V roce 2008 zde žilo 274 obyvatel.

## Poloha
Obec leží 10 km severozápadně od města Avallon. Sousedí s obcemi: Voutenay-sur-Cure, Girolles, Givry a Blannay.